# Třída Minerve (1934)
Třída Minerve byla třída ponorek francouzského námořnictva. Celkem bylo postaveno šest jednotek této třídy. Francouzské námořnictvo je provozovalo v letech 1936–1954. Za druhé světové války tři ponorky potopily vlastní posádky. Čtvrtá ve službě ztroskotala.

## Pozadí vzniku
Celkem bylo postaveno šest jednotek této třídy. Do služby byly přijaty v letech 1936–1939. Do stavby se zapojily čtyři francouzské loděnice. Po dvou postavily loděnice Chantiers et Ateliers Normand, Le Havre a Ateliers et Chantiers de la Seine-Maritime (někdy je uvedeno Chantiers Worms) v Rouen, a dále po jedné ponorce loděnice Ateliers et Chantiers Dubigeon v Nantes a Arsenal de Cherbourg v Cherbourgu.
Jednotky třídy Minerve:
| Jméno          | Loděnice             | Založení kýlu | Spuštěn          | Vstup do služby | Osud |
| -------------- | -------------------- | ------------- | ---------------- | --------------- | --- |
| Minerve (Q185) | Arsenal de Cherbourg | 1931          | 23. října 1934   | září 1936       | Unikla do Velké Británie. Od června 1940 součástí sil Svobodných Francouzů. Dne 10. října 1943 v Lamašském průlivu omylem těžce poškozena spojeneckým bombardérem B-24. Dne 19. září 1945 kvůli navigační chybě ztroskotala u britského pobřeží. |
| Junon (Q186)   | Normand              | 1932          | 15. září 1935    | září 1937       | Unikla do Velké Británie. Od června 1940 součástí sil Svobodných Francouzů. Vyřazena 1954. |
| Vénus (Q187)   | Seine-Maritime       | 1932          | 6. dubna 1935    | listopad 1936   | Dne 27. listopadu 1942 v Toulonu potopena vlastní posádkou. |
| Iris (Q188)    | Dubigeon             | 1932          | 23. září 1934    | září 1936       | V listopadu 1942 unikla z Němci obsazovaného Toulonu. V prosinci 1942 internována v Barceloně. Vrácena v květnu 1945. Vyřazena 1950. |
| Pallas (Q189)  | Normand              | 196           | 25. srpna 1938   | 1939            | Dne 9. listopadu 1942 v Oranu potopena vlastní posádkou, aby ji neukořistili Spojenci provádějící operaci Torch. |
| Cérès (Q190)   | Seine-Maritime       | 1936          | 9. prosince 1938 | 1939            | Dne 9. listopadu 1942 v Oranu potopena vlastní posádkou, aby ji neukořistili Spojenci provádějící operaci Torch. |

## Konstrukce

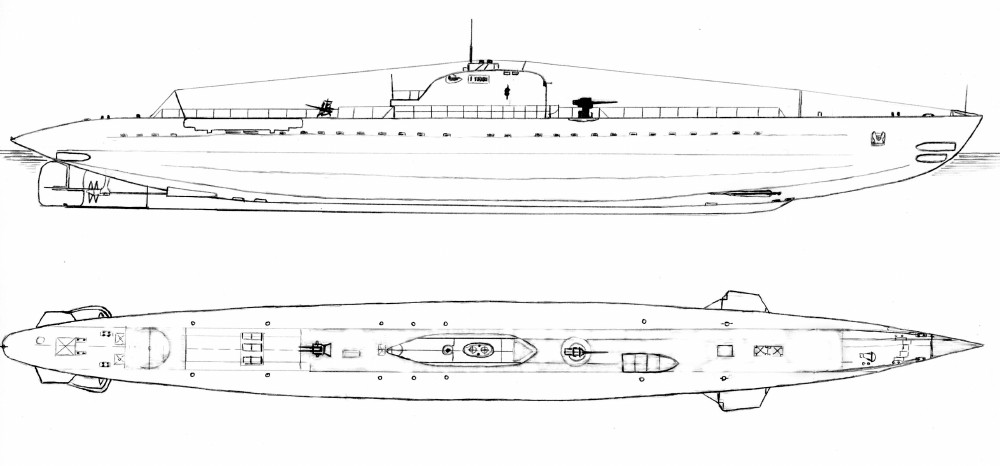
Ilustrce vzhledu třídy Minerve

Ponorky šest příďových a dva záďové 550mm torpédomety se zásobou šest torpéd. Dále nesly jeden 75mm kanón a dva 13,2mm kulomety. Pohonný systém tvořily dva diesely Normand-Vickers o výkonu 1800 bhp a dva elektromotory o výkonu 1230 bhp, pohánějící dva lodní šrouby. Nejvyšší rychlost dosahovala 14,5 uzlu na hladině a devět uzlů pod hladinou. Dosah byl 2000 námořních mil při rychlosti deset uzlu na hladině a 85 námořních mil při rychlosti pět uzlů pod hladinou. Operační hloubka ponoru dosahovala 80 metrů.